# André Berthiaume
Pour les articles homonymes, voir Berthiaume.
André Berthiaume, né le 15 mai 1938, à Montréal et mort le 14 novembre 2023 à Québec, est un romancier, nouvelliste et essayiste québécois.
Entre 1969 et 2000, Berthiaume a enseigné la littérature française et québécoise à l’Université Laval. Il a également dirigé la revue Livres et Auteurs québécois et collaboré à Études littéraires, Liberté et NBJ.
Il est connu pour son style simple et pour sa grande attention aux détails. Le regard qu'il pose sur les gens et les choses est souvent inhabituel, l'élément perturbateur toujours surprenant, et une certaine ambiguïté entoure habituellement ses personnages. On reconnaît généralement à André Berthiaume d'avoir fortement contribué à la renaissance de la nouvelle au Québec.
Une pièce populaire lui a gagné un certain renom. On en trouve le texte dans la revue XYZ du printemps 2000. Intitulée L'Enjeu, elle a valu le premier prix à son auteur.

## Prix
- 1966 – Prix du Cercle du livre de France, La Fugue (roman)
- 1984 – Prix littéraire Adrienne-Choquette, Incidents de frontière (recueil)
- 1985 – Grand Prix de la science-fiction et du fantastique québécois[2]